# Фламандский пёс (фильм, 1999)
«Фламандский пёс» (англ. A Dog of Flanders) — фильм режиссёра Кевина Броуди о бедном бельгийском мальчике Нелло, мечтающем стать художником. Экранизация романа для детей английской писательницы Уиды.

## Сюжет
Бедный, но неунывающий сирота Нелло живёт со своим дедушкой в пригороде Антверпена. Они зарабатывают на жизнь продажей молока. Найдя как-то раз избитую собаку породы фландрский бувье, они её вылечили и назвали Патраш в честь среднего имени Мэри Даас, матери Нелло, которая умерла, когда мальчик был ещё совсем маленький. Мэри была талантливой художницей, и Нелло тоже чувствует страсть к рисованию. Самой большой поклонницей таланта Нелло является его подруга Алоиз, дочь местного богача. Она восхищается творчеством мальчика и с удовольствием позирует ему для картин. Отец страсти дочери не разделяет и запрещает ей видеться с Нелло. 

Портрет Алоизы попадается на глаза антверпенскому художнику Михелю Ла Гранду, который, пораженный талантом мальчика, дарит ему кисти и краски, учит некоторым художественным приемам и советует принять участие в конкурсе молодых художников, который скоро пройдет в Антверпене.

## В ролях
- Джек Уорден — дедушка Йехан Даас (Jehan Daas)
- Джереми Джеймс Кисснер (en:Jeremy James Kissner) — Нелло (Nello)
- Джесси Джеймс — маленький Нелло
- Джон Войт — Михель Ла Гранд (Michael La Grande)
- Шерил Лэдд — Анна (Anna Cogez)
- Брюс МакГилл — кузнец Уильям (William the Blacksmith)
- Стивен Хартли (en:Steven Hartley) — Николас (Nicholas Cogez)
- Фаррен Моне (en:Farren Monet) — Алоиза (Aloise) Farren Monet
- Мэдилин Свитен — Алоиза в детстве
- Антье Де Бек (fr:Antje De Boeck) — Милли (Millie)
- Дебора Поллит (en:Deborah Pollitt) — Мэри Даас (Mary Daas)
- Дирк Лаврисен (nl:Dirk Lavrysen) — Рубенс (Peter Paul Rubens)